# Password: Uccidete agente Gordon
Password: Uccidete agente Gordon è un film del 1966 diretto da Sergio Grieco.

## Trama
Gordon Douglas, un agente del controspionaggio americano (CIA), ha l'incarico di rintracciare e di distruggere una banda di contrabbandieri che riforniscono di armi i Viet-Cong.  A Parigi, scopre che l'organizzazione è in mano alla signora Kastiadis che è un impresario teatrale. Douglas, a Tripoli con l'aiuto di un'inserviente araba di nome Aiscia, entra in contatto con la ballerina Amalia; la quale lo informa che un carico d'armi è imbarcato su una nave diretta in Estremo Oriente e che tutta la banda sta per trasferirsi a Madrid. A Madrid, un'agente del controspionaggio russo di nome Karin aiuta Gordon a sgominare tutta l'organizzazione. Karin che è caduta nelle mani della signora Kastiadis viene aiutata da Gordon, il quale scopre che la signora Kastiadis è in realtà Kowalsky.

## Conosciuto anche come
- USA: Password: Kill Agent Gordon